# Myrmecia forficata
Myrmecia forficata är en art av släktet bulldoggsmyror (Myrmecia).
Myrmecia forficata, som saknar svenskt artnamn, förekommer i sydöstra Australien, men framför allt på Tasmanien. Den är den giftigaste av bulldoggsmyrorna, men mindre aggressiv än Jack Jumpern (M. pilosula). M. forficata är 15-25 millimeter lång, vilket har gett den dess engelska artnamn, ”the inchman”. Myran är brunlila i färgen, med en svart bakkropp. Giftgadden på bakkroppen kan utdela stick som är mycket smärtsamma även för människor.
M. forficata är köttätare och asätare. Myran sticker sina byten med ett gift som påminner om giftet hos bin och getingar. Giftet tillhör de starkaste i insektsvärlden och ger en anafylaktisk reaktion. Även hos människor ger ungefär 3 procent av sticken anafylaktiska reaktioner och kan obehandlade vara dödliga. Behandling är snarlik med behandlingen av bi- och getingstick.